# 50 км (роз'їзд, Одеська залізниця)
50 км — роз'їзд 5 класу Знам'янської дирекції Одеської залізниці.
Розташований за 3 км від села Велика Чечеліївка Новгородківського району Кіровоградської області на лінії Знам'янка — Долинська між станцією Куцівка (8 км) та роз'їздом Чабанівка (7,5 км).